# Iona (Idaho)
Iona es una ciudad ubicada en el condado de Bonneville en el estado estadounidense de Idaho. En el año 2010 tenía una población de 1.803 habitantes y una densidad poblacional de 901,5 personas por km².

## Geografía
Iona se encuentra ubicado en las coordenadas 43°31′35″N 111°55′43″O / 43.52639, -111.92861. Según la Oficina del Censo, la localidad tiene un área total de 2 km² (0,8 mi²), de la cual 2 km² (0,8 mi²) es tierra y 0 km² (0 mi²) (0.0%) es agua.

## Demografía
En el 2000 la renta per cápita promedia del hogar era de $39,904, y el ingreso promedio para una familia era de $42,692. En 2000 los hombres tenían un ingreso per cápita de $32,105 contra $21,818 para las mujeres. El ingreso per cápita para la localidad era de $14,334. Alrededor del 14% de la población estaba bajo el umbral de pobreza nacional.